# キブンゴ県

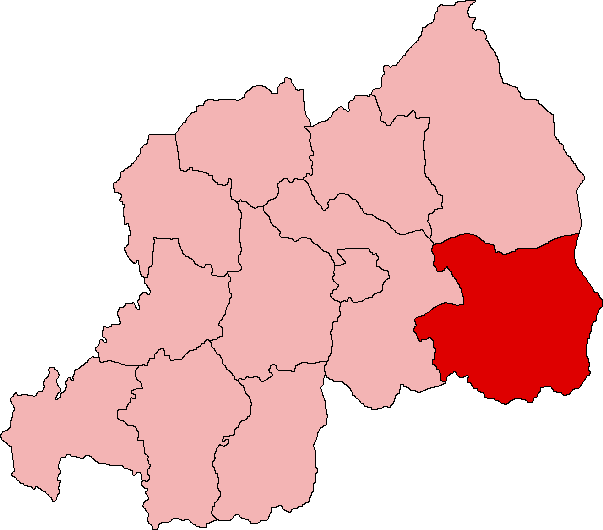

キブンゴ県（きぶんごけん、Kibungo）はルワンダを構成していた12の県のうちの一つ。2006年に、ルワンダの地方行政区分が再編され、東部州に編入された。ルワンダ南東部に位置している。中心都市はキブンゴであった。

## 下部行政区域
2002年から編入まで、以下の10の郡または自治体が属していた
1. Cyarubare
2. Kayonza
3. Kigarama
4. Mirenge
5. Muhazi
6. Nyarubuye
7. Rukira
8. Rusumo
9. Kibungo（自治体）
10. Rwamagana（自治体）- ルワマガナ